# Balgheim
Balgheim è un comune tedesco di 1 290 abitanti,, situato nel land del Baden-Württemberg.